# Publi Furi (tribú)
Publi Furi (en llatí Publius Furius) era el fill d'un llibert romà i partidari de Saturní i Glàucia. El seu pare va ser adoptat per algun membre de la branca plebea de la gens Fúria.
Va ser tribú de la plebs l'any 100 aC. Després de la mort de Saturní, quan el senat volia fer tornar Quint Cecili Metel Numídic del seu exili, Furi s'hi va oposar i es va negar a escoltar al fill de Metel que de genolls va implorar al tribú aquesta gràcia. Acabat el seu període va ser acusat davant el senat per les seves accions com a tribú i la multitud enfurismada el va linxar al fòrum.